# Сан Вито (Ферара)
Сан Вито је насеље у Италији у округу Ферара, региону Емилија-Ромања.
Према процени из 2011. у насељу је живело 115 становника. Насеље се налази на надморској висини од 1 м.